# Соглашение по инвестиционным мерам связанным с торговлей
Соглашение по инвестиционным мерам, связанным с торговлей (ТРИМС) или Соглашение ТРИМС (англ. Agreement on Trade-Related Investment Measures) — соглашение по мероприятиям в сфере инвестиционной политики, касающейся торговли, один из совершенно новых многосторонних договоров, подписанных в ходе Уругвайского раунда переговоров в рамках Генерального соглашения по тарифам и торговле (ГАТТ). Соглашение запрещает государствам-членам устанавливать ограничительные меры, оказывающие негативное влияние на иностранные инвестиции производственного сектора. Положения Соглашения обязывают государства- участники предоставлять национальный режим в соответствии с нормами, установленными ГАТТ. При этом ТРИМс охватывает только меры, препятствующие торговле товарами. 

## Принятие
ТРИМС было инициировано основными развитыми странами, которые заинтересованы в том, чтобы их капиталовложения за границей не подвергались ограничениям. Во второй половине 80-х США проводили линию на внедрение в международное право универсального соглашения о режиме прямых иностранных инвестиций. Имелось в виду распространение на прямые инвестиции национального режима и режима наибольшего благоприятствования. Попытка США включить эту тему в предмет переговоров на Уругвайском раунде из-за противодействия развивающихся стран завершилась лишь рассмотрением вопроса о торговых аспектах инвестиционных мер. В результате было разработано соглашение ТРИМС, которое вошло в пакет документов ВТО.

## Описание
Основной особенностью ТРИМС, которая отличает его от других соглашений ВТО, является то, что нормы ТРИМС имеют прямое действие на территории стран — участниц ВТО, в то время как другие Соглашения предусматривают закрепление их норм в национальном законодательстве. В преамбуле Соглашения говорится, что оно призвано «способствовать расширению и постепенной либерализации мировой торговли и облегчению иностранных инвестиций, с тем чтобы ускорить экономический рост всех торговых партнёров, особенно развивающихся стран-членов, обеспечивая в то же время свободу конкуренции». В пункте 1 статьи 2 Соглашения говорится, что ни один член ВТО не должен применять ТРИМС, которые не совместимы с положениями статьи III (национальный режим) или статьи XI (отмена количественных ограничений) ГАТТ-1994.
Акцент в этом документе делается на содействие развитию иностранных инвестиций и обеспечение свободной конкуренции, в чём заинтересованы прежде всего и наиболее экономически развитые страны (несмотря на формальную оговорку в пользу развивающихся). Кроме того, фактически Соглашение отстаивает прежде всего интересы транснациональных компаний (ТНК), которые хотят расширения инвестиций за границей, приносящих высокую прибыль и укрепляющих позиции на мировом рынке.

## Структура
Соглашение ТРИМС условно можно поделить на две основные части. В первой части оно обязывает страны-члены ВТО не применять в области регулирования иностранных инвестиций мероприятий, препятствующих развитию международной торговли, а во второй части, которая, по мнению некоторых учёных, является главной с практической точки зрения, указываются конкретные такие мероприятия. Действие Соглашения распространяется только на инвестиционные мероприятия, связанные с торговлей товарами.
В приложении к Соглашению содержится «иллюстративный» перечень связанных с торговлей инвестиционных мер, которые рассматриваются как несовместимые с указанными выше нормами ГАТТ. В число таких фактически запрещённых мероприятий входят следующие:
- Требование закупки или использования в процессе производства предприятием с иностранным участием конкретных товаров отечественного происхождения в определённых объемах или по стоимости («потребление местного компонента»);
- Требование, чтобы закупка или использование импортных товаров согласовывались с объемом или стоимостью экспорта местной продукции («требование сбалансированной торговли»);
- Требование об ограничении импорта товаров для целей производства путём увязки его с объемом валютных поступлений на счёт этого предприятия, то есть путём ограничения доступа к иностранной валюте («требование баланса иностранной валюты»);
- Требование об ограничении экспорта в размере фиксированного объема или доли производимой предприятием продукции («требование экспортного компонента»).

Применение перечисленных мероприятий запрещается независимо от того, являются ли эти меры обязательным условием создания предприятий с иностранным капиталом или их соблюдение необходимо для получения последним каких-либо льгот, в частности, в виде субсидий или временного освобождения от налогов (от указанного обязательства частично освобождаются развивающиеся страны).
Правительство государства-члена ВТО обязано сообщить Совету по торговле товарами обо всех мероприятиях, нарушающих положения Соглашения, в течение 90 дней с даты вступления его в силу. Соглашение прописывает дифференцированный переходный период для разных групп стран-членов ВТО, в течение которого они обязаны привести национальное инвестиционное законодательство в соответствие с положениями данного Соглашения: для промышленно развитых стран — 2 года, для развивающихся — 5 лет и для наименее развитых — 7 лет (последние два срока могут быть продлены). В ходе переходного периода не должна усугубляться несовместимость национального регулирования с положениями Соглашения.